# Pselaptrichus loebli
Pselaptrichus loebli är en skalbaggsart som beskrevs av Chandler 2003. Pselaptrichus loebli ingår i släktet Pselaptrichus och familjen kortvingar. Inga underarter finns listade i Catalogue of Life.